# Phagozyt
Ein Phagozyt (oft auch Phagocyt, von altgriechisch φαγεῖν phagein, deutsch ‚essen‘ sowie altgriechisch κύτος kýtos, deutsch ‚Höhlung‘, ‚Gefäß‘, ‚Hülle‘) ist eine sogenannte „Fresszelle“, die belebte oder unbelebte Gewebs- oder andere Teile aufnehmen und verdauen kann. Der Ausdruck wurde vom deutschen Zoologen Carl Claus geprägt, der vom russischen Immunologen Ilja Iljitsch Metschnikow, der Seestern-Phagozyten – die er vorerst Fresszellen nannte – im Winter 1882/83 entdeckt hatte, um Rat gebeten worden war. Auch Granulozyten gehören zu den „Fresszellen“.

## Mikrophagen
In dieser Funktion – die als Phagozytose bezeichnet wird – sind Phagozyten als Mikrozyt beziehungsweise Granulozyten sowohl als zelluläre Bestandteile des Blutes als auch in den Zwischenzellräumen der Gewebe frei beweglich. Sie können sich in Letzteren wie Amöben – bestimmten Reizen folgend – fortbewegen. Mikrophagen sind nur zur Phagozytose von kleinen Teilchen, wie Bakterien, befähigt.

## Makrophagen
Als frei bewegliche Phagozyten heißen sie Monozyt, wenn sie in ein Gewebe migrieren, werden sie zu Gewebsmakrophagen und bilden in ihrer Gesamtheit das retikulohistiocytäre System. Eine wichtige Aufgabe ist ihre Fähigkeit zur Antigenpräsentation.

## Dendritische Zellen
Dendritische Zellen tragen insbesondere Bruchstücke verzehrter Erreger auf ihrer Oberfläche und können so in den Lymphknoten naive T-Lymphozyten, deren Rezeptoren nach dem Schlüssel-Schloss-Prinzip auf diese Erreger passen, dazu aktivieren, zu Plasmazellen zu werden und entsprechende Antikörper zu produzieren.